# Uvaria rupestris
Uvaria rupestris este o specie de plante angiosperme din genul Uvaria, familia Annonaceae. A fost descrisă pentru prima dată de L.W. Jessup, și a primit numele actual de la L. L. Zhou, Y. C. F. Su och R. M. K. Saunde. Conform Catalogue of Life specia Uvaria rupestris nu are subspecii cunoscute.